# Abraxas baccata
Abraxas baccata är en fjärilsart som beskrevs av W. Warren 1897. Abraxas baccata ingår i släktet Abraxas och familjen mätare. Inga underarter finns listade i Catalogue of Life.